# Marcos Zapata

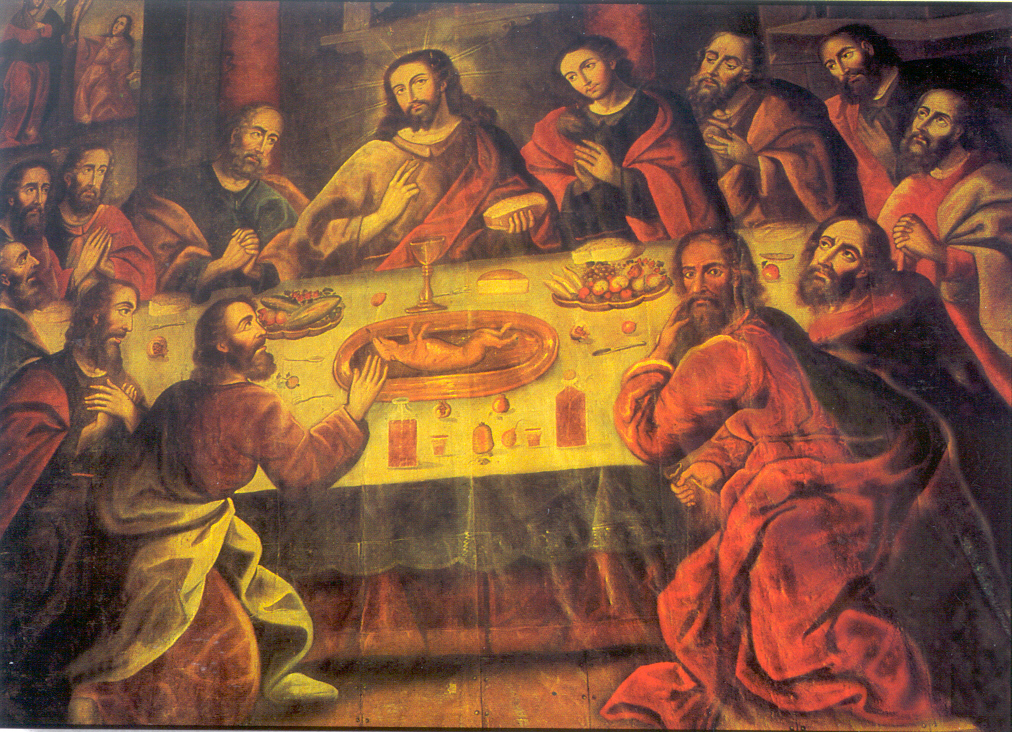
Obraz Zapaty w archikatedrze w Cuzco, przedstawiający Ostatnią Wieczerzę, w czasie której spożywana jest kawia.

Marcos Zapata (Marcos Sapaca Inca) (ur. ok. 1710, zm. 1773) – peruwiański malarz.
Pochodził z Keczua. Należał do szkoły kuzkeńskiej (Escuela Cuzqueña) - południowoamerykańskiej szkoły malarstwa, która wprowadzała europejskie techniki malarskie do repertuaru ludności tubylczej, aby w ten sposób chrystianizować ludy andyjskie.
Marcos Zapata tworzył głównie obrazy o tematyce religijnej, w tym wiele dotyczących św. Franciszka.
Jego sztuka stała się słynna Południowej Ameryce i wywarła wpływ na licznych malarzy wywodzących się z tubylczych plemion.